# ایمانوئله کریستالدی
ایمانوئله کریستالدی (ایتالیایی: Emanuelle Cristaldi؛ زادهٔ ۱۹۷۳) بازیگر پورنوگرافی و هنرپیشه اهل ایتالیا است. وی در پیومبینو زاده شد و آغار کارش در سینمای اروتیک و سافت کور حضور در فیلم پاپریکا به کارگردانی تینتو براس بود.